# Tuula Nyman

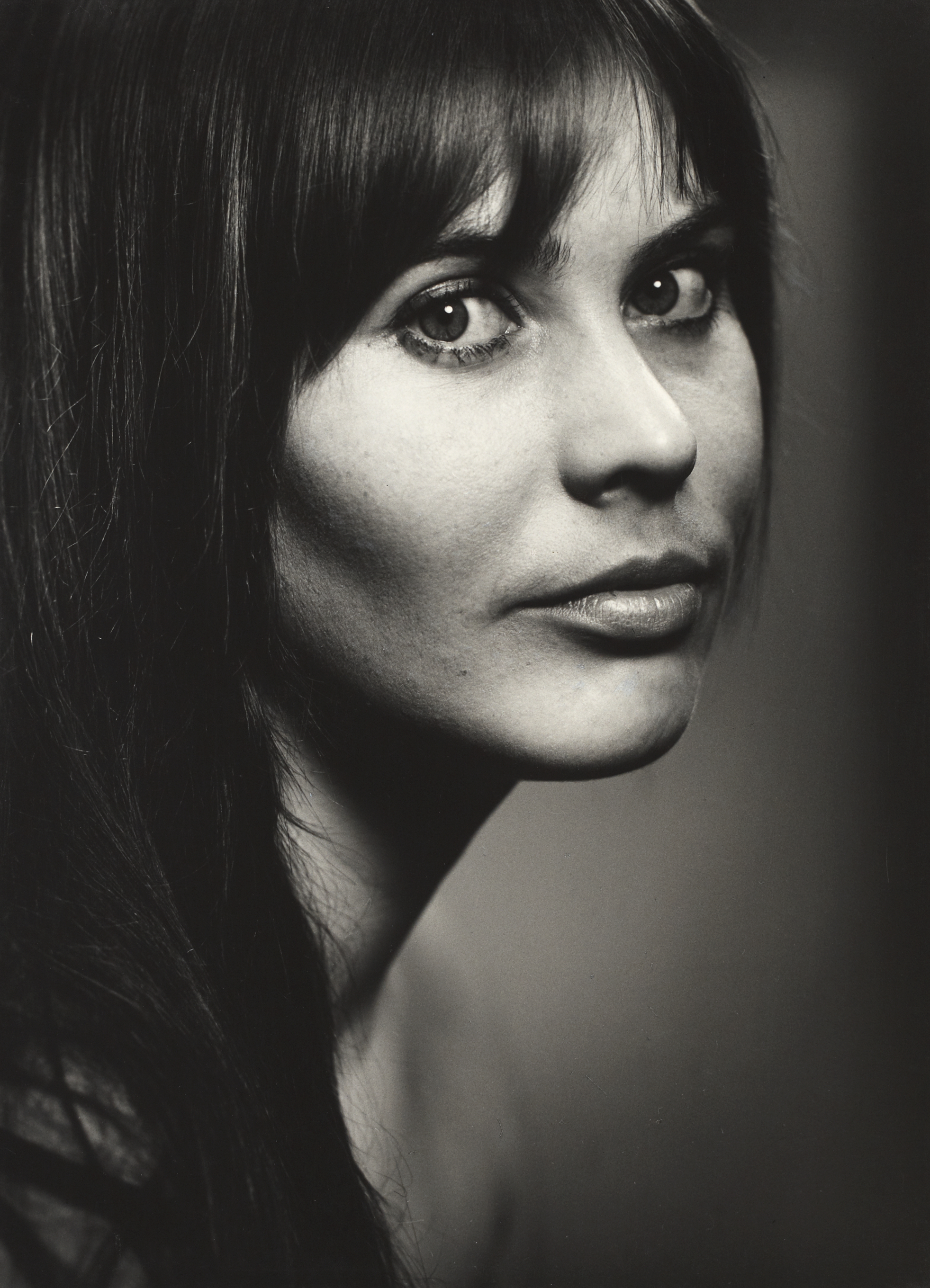
Tuula Nyman (1970)

Tuula Elisabet Nyman (* 16. April 1943 in Helsinki; † 28. September 2014 ebenda) war eine finnische Schauspielerin.

## Leben
Tuula Nyman war eine seit Mitte der 1960er Jahre am Theater, beim Film und im Radio tätige Schauspielerin. Sie wirkte in über 100 Film- und Fernsehproduktionen mit. Für ihre Darstellung der Liisa Suomies in dem von Risto Jarva inszenierten Drama Einmannkrieg wurde sie 1974 als Beste Hauptdarstellerin mit dem finnischen Filmpreis Jussi ausgezeichnet. Eine zweite Auszeichnung folgte, als sie in der ebenfalls von Risto Jarva inszenierten Liebeskomödie Loma an der Seite von Antti Litja die Figur der Marjukka Notkola spielte.
Einen weiteren größeren Erfolg hatte sie im Jahr 2000, als sie in der von Kritikern hochgelobten Krimiserie Raid in allen 12 Folgen die Polizistin Ritva Hakala verkörperte. Auch im gleichnamigen Fernsehfilm spielte sie 2003 erneut mit.
Nyman war von 1967 bis 1969 mit dem Schauspieler Vesa-Matti Loiri verheiratet. Mit dem Schauspieler Turo Unho hatte sie einen gemeinsamen Sohn.

## Filmografie
- 1966: Zwischen Gier und Liebe (Rakkaus alkaa aamuyöstä)
- 1967: Die Braut von Lapua (Lapualaismorsian)
- 1968: Birgitta – sie war 19 (Mustaa valkoisella)
- 1973: Einmannkrieg (Yhden miehen sota)
- 1976: Loma
- 1978: Das bewachte Dorf 1944 (Vartioitu kylä 1944)
- 1986: Das Schloss (Linna)
- 1986: Die Schneekönigin (Lumikuningatar)
- 1988: Der Glanz und das Elend des Daseins (Ihmiselon ihanuus ja kurjuus)
- 1997: Die Gabe der Weisen (Tietäjien lahja)
- 1997: Sechs in Gefahr (Kuusikko ja kuoleman varjot, Fernsehserie, drei Folgen)
- 1998: Nicht gerade ein Schmetterling (Liian paksu perhoseksi)
- 2000: Raid (Fernsehserie, 12 Folgen)
- 2003: Raid
- 2004: Populärmusik aus Vittula (Populärmusik från Vittula)

## Auszeichnungen
Jussi
- 1974: Beste Hauptdarstellerin für Einmannkrieg (Yhden miehen sota)
- 1977: Beste Hauptdarstellerin für Loma